# フレンズ (第9シーズン)
デヴィッド・クレーンとマルタ・カウフマン発案によるアメリカ合衆国のシットコム『フレンズ』の第9シーズンは、2002年9月26日にNBCで放送が始まった。『フレンズ』はブライト/カウフマン/クレーン・プロダクションズによりワーナー・ブラザース・テレビジョンの協力の下で製作された。第9シーズンは全24話構成であり、2003年5月13日に最終回を迎えた。

## キャストとキャラクター
| - レイチェル・グリーン - ジェニファー・アニストン - モニカ・ゲラー - コートニー・コックス - フィービー・ブッフェ - リサ・クドロー - ジョーイ・トリビアーニ - マット・ルブランク - チャンドラー・ビング - マシュー・ペリー - ロス・ゲラー - デヴィッド・シュワイマー | - マイク・ハナガン - ポール・ラッド - デヴィッド - ハンク・アザリア - チャーリー・ウィーラー - アイシャ・タイラー - ギャビン・ミッチェル - ダーモット・マローニー - スティーブ - フィル・ルイス - モリー - メリッサ・ジョージ - ガンター - ジェームズ・マイケル・タイラー | - ジャニス・リットマン＝ゴラルニック - マギー・フィーラー - ジャック・ゲラー - エリオット・グールド - ジュディ・ゲラー - クリスティナ・ピックルズ - エイミー・グリーン - クリスティナ・アップルゲイト - サンディ - フレディ・プリンゼ・ジュニア - ウェンディ - セルマ・ブレア - ザック - ジョン・ステイモス - レナード・ヘイズ - ジェフ・ゴールドブラム - 看護師のキティ - クリオ・キング - マッケンナ氏 - ジャネット・ヒューバート - 強盗のローウェル - カイル・ガス |

## エピソード
| 通算 話数 | シーズン 話数 | タイトル                                                                        | 監督                       | 脚本 | 放送日         | 製作 番号    | US視聴者数 (百万人) |
| --- | ------------- | ------------------------------------------------------------------------------- | -------------------------- | --- | -------------- | ------------ | ------------------- |
| 195 | 1             | "プロポーズの行方" "The One Where No One Proposes"                              | ケヴィン・S・ブライト      | シェリー・ビルシング＝グラハム & エレン・プラマー                                                               | 2002年9月26日  | 175251       | 34.01               |
| ジョーイが誤ってレイチェルにプロポーズした後、彼はそれが事故であることを伝えようとするがタイミングを逃す。モニカとチャンドラーは子作りを試みる一方、ロスはジョーイのプロポーズ事件を知らないままレイチェルとの関係を続けるつもりでいる。 |               |                                                                                 |                            | |                |              |                     |
| 196 | 2             | "ホントに泣きたいのは誰!?" "The One Where Emma Cries"                           | シェルドン・エップス       | ダナ・クライン・ボルコー                                                                                        | 2002年10月3日  | 175252       | 28.93               |
| レイチェルは眠りから覚めたエマを泣き止ますことができない。チャンドラーは会議で居眠りしていたあいだにタルサへの転勤が決まってしまう。レイチェルにプロポーズしたことにロスが腹を立てているためジョーイは自分を殴るように言うが、誤ってコーヒーショップの柱を殴って怪我をしたために病院に行くこととなる。 |               |                                                                                 |                            | |                |              |                     |
| 197 | 3             | "ジョーイの怪しいダブル・デート" "The One with the Pediatrician"                | ロジャー・クリスチャンセン | ブライアン・バックナー & セバスチャン・ジョーンズ                                                               | 2002年10月10日 | 175254       | 26.63               |
| モニカはニューヨークで良い仕事を得たためにチャンドラーのタルサ転勤に同行することができなくなったため、彼は週末だけアパートに戻ることとなる。フィービーとジョーイはブラインドデートを組むが、ジョーイはそれを忘れてしまったためにたまたまコーヒーショップに居合わせたマイク（ポール・ラッド）を連れていく。レイチェルはエマの小児科医であったためにウェーナー医師にしつこく電話を繰り返したために担当を降りられた後、モニカから彼女とロスのかかりつけだったゲットルマン博士を紹介されたが、病院でレイチェルはロスが未だに小児科に通っていたことを知る。 |               |                                                                                 |                            | |                |              |                     |
| 198 | 4             | ""サメフェチ"チャンドラー" "The One with the Sharks"                            | ベン・ウェイス             | アンドリュー・ライヒ & テッド・コーエン                                                                         | 2002年10月17日 | 175253       | 25.82               |
| モニカはサプライズでタルサのチャンドラーを訪ねるが、彼はホテルでポルノを鑑賞中であり、彼女が到着すると慌ててサメのドキュメント番組にチャンネルを替えたためにモニカはチャンドラーがサメに欲情しているのだと勘違いする。ジョーイはデートした女の子と以前に寝たことがあるはずだと考え込む。フィービーはロスから真剣な男女交際の経験がないことを指摘され、マイクと別れるのを恐れてデートに失敗する。フィービーを慰めようとするロスはマイクに説明しに行くが、今度は彼女がヴィクラムというインド人男性と6年間付きあっていたと嘘をついてしまう。              |               |                                                                                 |                            | |                |              |                     |
| 199 | 5             | "フィービーのハロウィンな誕生日" "The One with Phoebe's Birthday Dinner"        | デヴィッド・シュワイマー   | スコット・シルヴェリ                                                                                            | 2002年10月31日 | 175255       | 24.46               |
| フィービーの誕生日のディナーが企画されるが、時間に間に合ったのはジョーイのみであり、モニカとチャンドラーは彼がタルサで喫煙したことを巡って喧嘩し、ロスとレイチェルはエマを部屋に置いたまま外に出てしまったために遅れてしまう。ようやく全員がレストランに到着するが、マイクの仕事が終わったことでフィービーが帰宅したことでお開きとなり、結局ジョーイだけがレストランに残る。 |               |                                                                                 |                            | |                |              |                     |
| 200 | 6             | "キュートなベビーシッター" "The One with the Male Nanny"                        | ケヴィン・S・ブライト      | デヴィッド・クレーン & マルタ・カウフマン                                                                       | 2002年11月7日  | 175256       | 27.51               |
| ロスとレイチェルは男性のナニー（フレディ・プリンゼ・ジュニア）を雇う。チャンドラーはモニカの同僚が今までで一番面白い人間であると聞かされて嫉妬する。フィービーはミンスクから戻った科学者のデヴィッド（ハンク・アザリア）と再会し、彼とマイクは鉢合わせとなる。 |               |                                                                                 |                            | |                |              |                     |
| 201 | 7             | "フィービーの"ミート・ザ・ペアレンツ"" "The One with Ross's Inappropriate Song" | ゲイリー・ハルヴォーソン   | ロバート・カーロック                                                                                            | 2002年11月14日 | 175257       | 25.35               |
| ロスは「Baby Got Back」を歌えばエマが笑うことに気付く。マイクの両親に会うフィービーは気取ったアクセントで彼らに気に入られようとする。チャンドラーとジョーイはリチャードの部屋でモニカの名前が書かれたビデオテープを発見する。 |               |                                                                                 |                            | |                |              |                     |
| 202 | 8             | "感謝祭に悪魔降臨!?" "The One with Rachel's Other Sister"                       | ケヴィン・S・ブライト      | シャナ・ゴールドバーグ＝ミーハン                                                                                | 2002年11月21日 | 175258       | 26.76               |
| レイチェルの妹のエイミー（クリスティナ・アップルゲイト）が訪れ、感謝祭のディナーに参加する。エイミーはレイチェルとロスが仮に自分たちが死んだ場合はエマをモニカとチャンドラーに託すと言ったために憤慨する。さらにエミリーがモニカも死んだ場合のことを尋ねると彼らはロスの両親に託すと言ったためにチャンドラーは落ち込む。モニカは高価な陶器製の皿を傷つけないように奮闘し、ジョーイは『愛の病院日誌』のキャストによる感謝祭パレードの仕事を忘れた言い訳をする方法をフィービーから伝授される。                                                           |               |                                                                                 |                            | |                |              |                     |
| 203 | 9             | "モニカの浮気発覚!?" "The One with Rachel's Phone Number"                       | ベン・ウェイス             | マーク・カナース                                                                                                | 2002年12月5日  | 175259       | 25.43               |
| フィービーと遊びに出かけたレイチェルは男に電話番号を教えるが、ロスが家にいることを思い出して後悔する。チャンドラーはモニカと過ごすためにジョーイとのスポーツ観戦を断り、モニカはそれをごまかすために嘘をつくがジョーイは彼女が不倫をしているものだと勘違いする。フィービーとレイチェルの不在中にロスはマイクを招待するが、マイクは自分の離婚歴について語りたがらず、ロスもキーボードを持っていないので話題がないことに気付く。 |               |                                                                                 |                            | |                |              |                     |
| 204 | 10            | "離ればなれのクリスマス" "The One with Christmas in Tulsa"                      | ケヴィン・S・ブライト      | ドティ・エイブラムス                                                                                            | 2002年12月12日 | 175260       | 22.29               |
| 5回目となる総集編。タルサでクリスマス・イヴも働くことを余儀なくされたチャンドラーは女性の同僚で「オクラホマで2番目の美女」あるウェンディ（セルマ・ブレア）から迫られる。彼は不倫を拒否するが、仕事を辞めてモニカは友人たちと共にクリスマスを過ごすことにする。 |               |                                                                                 |                            | |                |              |                     |
| 205 | 11            | "レイチェルの復帰バトル" "The One Where Rachel Goes Back to Work"               | ゲイリー・ハルヴォーソン   | 原案: ジャッド・ルビン 脚本: ピーター・ティバルズ                                                               | 2003年1月9日   | 175261       | 23.67               |
| レイチェルはラルフ・ローレンが代理としてギャビン（ダーモット・マローニー）を起用していることを知って予定より早く産休から復帰する。フィービーはジョーイから『愛の病院日誌』のエキストラの仕事を紹介される。 |               |                                                                                 |                            | |                |              |                     |
| 206 | 12            | "ベビーシッターを守れ!" "The One with Phoebe's Rats"                            | ベン・ウェイス             | 原案: ダナ・クライン・ボルコー 脚本: ブライアン・バックナー & セバスチャン・ジョーンズ                          | 2003年1月16日  | 175262       | 23.66               |
| フィービーは孤児となったネズミの一家を飼う。ロスとレイチェルは新しいナニーのモリー（メリッサ・ジョージ）を雇う。ロスはジョーイがモリーに言い寄らないか心配するが、彼女がレズビアンであることが判明すると安堵する。レイチェルはギャビンと犬猿の仲であったが、誕生パーティで彼とのキスに発展し、ロスは密かにそれを目撃してショックを受ける。 |               |                                                                                 |                            | |                |              |                     |
| 207 | 13            | "モニカ 大人気の秘密" "The One Where Monica Sings"                              | ゲイリー・ハルヴォーソン   | 原案: シェリー・ビルシング＝グラハム & エレン・プラマー 脚本: スティーヴン・ローゼンハウス                      | 2003年1月30日  | 175263       | 25.82               |
| フィービーはモニカにマイクのピアノバーで歌うのを提案する。モニカは照明で彼女のドレスが透けてノーブラの胸が曝されていたために観客から歓声を浴びる。レイチェルに怒ったロスは必死にデート相手を見つけ出そうとする。ロスと話し合ったレイチェルは2人の関係が上手くいっていないことに気づき、エマを連れてジョーイのアパートに戻る。 |               |                                                                                 |                            | |                |              |                     |
| 208 | 14            | "仕組まれたブラインド・デート" "The One with the Blind Dates"                   | ゲイリー・ハルヴォーソン   | シェリー・ビルシング＝グラハム & エレン・プラマー                                                               | 2003年2月6日   | 175265       | 23.37               |
| ロスとレイチェルが理想のカップルであることを自覚させるためにフィービーとジョーイは最低の相手を用意してブラインドデートをセッティングする。モニカとチャンドラーはエマのベビーシッターをする。 |               |                                                                                 |                            | |                |              |                     |
| 209 | 15            | "強盗フィービー" "The One with the Mugging"                                     | ゲイリー・ハルヴォーソン   | ピーター・ティバルズ                                                                                            | 2003年2月13日  | 175264       | 20.85               |
| フィービーとロスは彼女の旧友（カイル・ガス）に強盗され、その後ロスが10代の時に強盗した人物がフィービーであったことが判明する。チャンドラーは広告会社のインターンになるが、周りが若者ばかりなので場違いであると感じる。ジョーイはレナード・ヘイズ（ジェフ・ゴールドブラム）の舞台のオーディションを受けるが、役作りのために苦痛状態にいることを強いられる。 |               |                                                                                 |                            | |                |              |                     |
| 210 | 16            | "すれ違う二人" "The One with the Boob Job"                                      | ゲイリー・ハルヴォーソン   | マーク・カナース                                                                                                | 2003年2月20日  | 175266       | 19.52               |
| チャンドラーとモニカは互いに秘密にしてジョーイに借金を求める。チャンドラーはモニカの借金を知った際にジョーイは豊胸手術の費用であると言う。レイチェルは部屋にベビープルーフを設置しようとするが、自分ではできないことに気付く。マイクは前回の失敗を踏まえて2度と結婚したくないことを明らかにし、フィービーは同居の必要性について疑問を抱き始める。 |               |                                                                                 |                            | |                |              |                     |
| 211 | 17            | "間違いだらけの掲示板" "The One with the Memorial Service"                      | ゲイリー・ハルヴォーソン   | 原案: ロバート・カーロック 脚本: ブライアン・バックナー & セバスチャン・ジョーンズ                              | 2003年3月13日  | 175267       | 21.00               |
| ロスとチャンドラーは大学の同窓サイトに互いのデタラメな情報を投稿する。ロスは死亡、チャンドラーはゲイであることにされる。ジョーイは就寝時に置くペンギンのぬいぐるみのハグジーをめぐってエマと争う。フィービーはモニカにマイクを乗り越える手伝いを頼む。 |               |                                                                                 |                            | |                |              |                     |
| 212 | 18            | "マネー!マネー!!マネー!!!" "The One with the Lottery"                           | ゲイリー・ハルヴォーソン   | 原案: ブライアン・バックナー & セバスチャン・ジョーンズ 脚本: シェリー・ビルシング＝グラハム & エレン・プラマー | 2003年4月3日   | 175268       | 20.79               |
| 一同は宝くじを購入し、それをわける方法を巡って争う。チャンドラーは採用の可否を待ち、レイチェルとロスはエマが最初に発した言葉について論争する。 |               |                                                                                 |                            | |                |              |                     |
| 213 | 19            | "シュガー・ハイ・ジャーニー" "The One with Rachel's Dream"                      | テリー・ヒューズ           | 原案: ダナ・クライン・ボルコー 脚本: マーク・カナース                                                           | 2003年4月17日  | 175269       | 18.25               |
| 『愛の病院日誌』の台詞合わせを手伝って撮影を見学したレイチェルはジョーイへの想いを深めてしまう。フィービーはモニカのレストランで演奏をするが、モニカはそれが店に相応しくないと言う。チャンドラーはモニカを週末にバーモント旅行に誘うが、スケジュールが合わないために代わりにロスを連れて行くこととなる。 |               |                                                                                 |                            | |                |              |                     |
| 214 | 20            | "ジョーイのシークレット・パーティ" "The One with the Soap Opera Party"          | シェルドン・エップス       | 原案: シェリー・ビルシング＝グラハム 脚本: アンドリュー・ライヒ & テッド・コーエン                              | 2003年4月24日  | 175270       | 20.71               |
| レイチェルは1年前のジョーイと立場が逆転してしまう。ジョーイは『愛の病院日誌』のパーティにしぶしぶながら一同を招くことになる。ロスは新任教授のチャーリー（アイシャ・タイラー）に夢中になるが、彼女の過去の交際相手はノーベル賞受賞者ばかりであったことが判明する。ロスとレイチェルはパーティでジョーイとチャーリーがキスしている場面を目撃する。 |               |                                                                                 |                            | |                |              |                     |
| 215 | 21            | "不妊検査にドッキドキ!" "The One with the Fertility Test"                       | ゲイリー・ハルヴォーソン   | 原案: スコット・シルヴェリ 脚本: ロバート・カーロック                                                           | 2003年5月1日   | 175271       | 19.03               |
| チャンドラーとモニカは不妊検査を受けに行き、そこでジャニスに遭遇する。レイチェルは大手チェーンのマッサージ店の無料券を使うつもりでいるが、フィービーからそこは恐ろしい場所だと忠告されて券を破り捨てられる。レイチェルは券をテープで修繕してマッサージ店に行くが、実はフィービーはそこで働いていることが判明する。ジョーイはチャーリーとの関係を前進させるためにロスに助言を求める。 |               |                                                                                 |                            | |                |              |                     |
| 216 | 22            | "求む!精子提供者" "The One with the Donor"                                      | ベン・ウェイス             | アンドリュー・ライヒ & テッド・コーエン                                                                         | 2003年5月8日   | 175272       | 19.55               |
| チャンドラーとモニカは双方に問題があるために不妊が明らかとなった後、精子提供者を探すが、結局養子をとることに決める。レイチェルはフィービーとチャーリーと共に買い物に行った際にジョーイへの気持ちをチャーリーから聞かれてしまう。マイクの妹パーティを控える科学者のデヴィッドと再会する。ロスはバルバドスでの講演が決まる。 |               |                                                                                 |                            | |                |              |                     |
| 217218 | 2324          | "運命のカリビアンナイト" "The One in Barbados"                                  | ケヴィン・S・ブライト      | シェリー・ビルシング＝グラハム & スコット・シルヴェリマルタ・カウフマン & デヴィッド・クレーン                  | 2003年5月15日  | 175273175274 | 25.46               |
| 一同はロスの講演のためにバルバドスに行く。デヴィッドはフィービーへのプロポーズを考えるがその直前にマイクが現れて彼女とよりを戻す。レイチェルとジョーイは急接近する。モニカの髪は湿気で滅茶苦茶になる。ジョーイとチャーリーは共通点がないことに気付いて別れることとなる。ジョーイはチャーリーとロスがキスをするのを目撃した後、レイチェルにキスをする。モニカとマイクはピンポンに熱中し、チャンドラーとフィービーを呆れさせる。 |               |                                                                                 |                            | |                |              |                     |

## 視聴率
第9シーズンの平均視聴者数は2160万人であり、2002-03年のテレビシーズンで2番目に見られた番組となった。